# PL/I
PL/I (ang. Programming Language One – język programowania jeden) – język programowania komputerowego stworzony w początku lat 60. XX wieku dla celów naukowych, inżynieryjnych i biznesowych przez konsorcjum skupione wokół firmy IBM. Jego cechą charakterystyczną jest bogaty zbiór funkcji wbudowanych. Prawdopodobnie nie istnieje kompilator PL/I, który uwzględniałby wszystkie słowa kluczowe tego języka. W związku z bogactwem PL/I kompilatory z reguły specjalizują się w określonych dziedzinach zastosowań.
Podstawowym zastosowaniem PL/I jest przetwarzanie informacji.
Język PL/I pozwala wykorzystywać rekursję i programowanie strukturalne.

## Cechy
- przeznaczony do programowania problemów numerycznych jak i nienumerycznych
- zawiera niezbędne środki programowania zagadnień ekonomicznych, techniczno-naukowych oraz przetwarzania dowolnej informacji
- ze względu na łatwość przedstawiania algorytmów jest predestynowany do rozwiązywania skomplikowanych i uniwersalnych zadań, np. zintegrowanych systemów przetwarzania danych
- daje możliwość deklaracji i korzystania z danych:
  - arytmetycznych (różnego rodzaju i z różną precyzją)
  - tekstowych (bitowych i znakowych)
- dopuszcza stosowanie struktur danych
- posiada elementy pozwalające na przetwarzanie list
- ma bogaty aparat wejścia-wyjścia
- pozwala na wygodne testowanie programu
- ma dobrą obsługę błędów programowych
- współpraca rozszerzonej wersji z systemem VSAM